# Baracs
Baracs is een plaats (község) en gemeente in het Hongaarse comitaat Fejér. Baracs telt 3380 inwoners (2001).